# ナオミ (女性モデル)
ナオミ（Naomi、1992年12月22日 - ）は、日本のファッションモデル。
フランス・パリ出身。ブルーベアハウス所属。

## 人物
- 趣味は読書、絵、スポーツ全般、ジャズダンス、柔道。
- 特技はフランス語（母国語）。
- 日本のファッション雑誌、東京コレクションなどで活躍している。

## 主な出演

### CM
- パルコ 『WISHING FOR YOU PARCO X'mas』（2006年12月）

### 雑誌
- NYLON JAPAN
- 装苑
- 花椿
- mini
- CUTiE
- Zipper
- FUDGE
- SEDA
- KERA

### ショー
- mintdesigns
- OHYA ASTROBOY BY OHYA
- AMBIANCE
- GARDE CLLE CTIVE
- lessthan
- Ne-net